# Audrée Wilhelmy
Pour les articles homonymes, voir Wilhelmy.
Œuvres principales
- Les Sangs (2013)
- Le Corps des bêtes (2017)
- Blanc Résine (2019)
- Clairvoyantes (2022)
- Peau-de-Sang (2023)

Audrée Wilhelmy, né le 6 octobre 1985, à Cap-Rouge (Québec), est une écrivaine québécoise. Après avoir passé quinze ans à Montréal elle vit désormais à Sainte-Élisabeth, dans Lanaudière.

## Biographie
Audrée Wilhelmy fait partie de la première génération d'auteurs québécois dont l'ensemble de la formation est consacrée à la création littéraire. Après un baccalauréat en création littéraire à l'Université du Québec à Montréal (UQAM) et une maîtrise en écriture littéraire à l'Université McGill, elle publie la partie création de son mémoire (intitulé La Petite au moment du dépôt) sous le titre d’Oss. Le livre paraît en août 2011 aux éditions Leméac. En 2012, Oss est en nomination pour le Prix des libraires du Québec et finaliste aux Prix du Gouverneur général du Canada.
Son deuxième roman, Les Sangs, est rédigé dans le cadre d'un doctorat en études et pratiques des arts (UQAM). Parallèlement à l'écriture du roman, elle mène des recherches sur la fonction de l'image dans le processus d'écriture. Les Sangs paraît chez Leméac en août 2013 et est repris par les éditions Grasset & Fasquelle en mars 2015. Au Québec, l'ouvrage est finaliste aux Prix des libraires du Québec (2014) et au Prix France-Québec (2014), tandis qu'en France, il remporte ex aequo le Prix Sade (2015). Le texte est adapté au théâtre par Camila Forteza et Anneke Brier (mise en scène de Camila Forteza) en mai 2017 et par Jean-François Guilbault en juin 2018. En septembre de la même année, il paraît en espagnol sous le titre Las Sangres, chez Hoja de Lata, dans une traduction de Luisa Lucuix.
En janvier 2014, elle reçoit la bourse « écrivain » de la Fondation Jean-Luc Lagardère, remise pour la poursuite de son travail littéraire. Elle soutient sa thèse, intitulée L'image en amont du texte littéraire, en décembre 2015. Dès janvier 2016, elle poursuit ses travaux en recherche-création dans le cadre d'un stage postdoctoral à l'Université de Montréal. En octobre 2016, elle est reçue pour une résidence d'écriture à la Villa Médicis de l'Académie de France à Rome.
En décembre 2017, elle quitte le milieu académique pour se concentrer sur son travail de romancière. Parallèlement à l'écriture, elle se forme en photographie et pratique le portrait et la photographie d'art.
Son troisième roman, Le Corps des bêtes, est publié chez Leméac en août 2017 et aux éditions Grasset & Fasquelle en mars 2018. Elle y aborde plusieurs tabous tels que l'inceste et la polygamie en créant « une atmosphère nébuleuse, entretenue par les non-dits ». Le roman est présélectionné pour le Prix des libraires du Québec, finaliste au Prix littéraire des collégiens, aux Prix SGDL Révélations de la Société des gens de lettres, au Prix France-Canada 2019 ainsi que pour le Prix du roman d'écologie 2019. Il paraîtra en anglais le 3 septembre 2019 sous le titre The Body of the Beasts chez House of Anansi Press, dans une traduction de Susan Ouriou.
En octobre et novembre 2018, elle est reçue comme écrivaine en résidence au Centre d'arts de Banff. Elle s'y consacre à l'écriture de son quatrième roman, Blanc Résine qui paraît en septembre 2019 chez Leméac et en septembre 2021 dans la traduction anglaise de Susan Ouriou, White Resin. À l'hiver 2024, le roman paraît en allemand, chez Verlagshaus Römerweg, dans une traduction de Tabea A. Rotter, sous le titre Weißes Harz. En nomination pour le Grand prix du livre de Montréal, finaliste au Prix des libraires du Québec 2020, ce roman prolonge la lignée de femmes qu'elle met en scène dans ses romans Oss et Le Corps des bêtes. Il paraît en France aux éditions Grasset en janvier 2022. L'ouvrage est finaliste pour le prix Cazes et le prix Habiter le monde, et remporte, la même année, le prix Ouest-France Étonnants Voyageurs.
Elle publie en 2021 son cinquième titre Plie la rivière, chez Leméac éditeur. Elle crée également « L'Atelier: Exercice de vulnérabilité », un projet numérique pour lequel elle reçoit le prix Ambassadeur Web Télé-Québec, lors des Grands Prix de la culture Desjardins. Cette plateforme web regroupe les textes de nombreuses écrivaines sur leur pratique d'écriture, de même qu'un journal détaillé du processus de création de l'autrice.
À l'automne 2021, elle crée également les Presses du Bûcher, une maison d'édition consacrée à la production artisanale de livres d'artistes.
En 2022, l'oracle littéraire Clairvoyantes, qu'elle a dirigé, est publié par la maison d'édition Alto. Ce jeu divinatoire qui « invite à utiliser le pouvoir symbolique des histoires pour observer sous un nouvel angle les défis, les rêves, le relations et les projets qui animent notre quotidien» rassemble quinze écrivaines et la photographe Justine Latour dont les œuvres oniriques accompagnent les textes. À travers ce projet, Audrée Wilhelmy poursuit son engagement à mettre en valeur la voix des femmes artistes de toutes disciplines.
En septembre 2023, elle publie Peau-de-Sang, toujours chez Leméac éditeur. Au même moment, elle annonce son départ de la maison d'édition Grasset et, quelques semaines plus tard, annonce qu'elle rejoint la maison d'édition Le Tripode, qui porte désormais son œuvre en France.
En octobre 2023, elle devient la porte-parole du magazine Continuité. Elle a pour mandat de faire rayonner le magazine. Elle signe une chronique créative « Carte-Blanche ».

### Romans
- 2011 : Oss, Montréal, Leméac, 76 p.
- 2013 : Les Sangs, Montréal, Leméac, 156 p. ; Paris, Grasset (2015), 192 p.
- 2017 : Le Corps des bêtes, Montréal, Leméac, 158 p. ; Paris, Grasset (2018), 200 p.
- 2019 : Blanc Résine, Montréal, Leméac, 347 p. ; Paris, Grasset (2022), 368 p.
- 2021 : Plie la rivière, Montréal, Leméac, 80 p.
- 2023 : Peau-de-sang, Montréal, Leméac, 198 p.

### Nouvelles
- 2011 : « La Pièce montée », dans Le monstre n'est pas celui qu'on croit, France : Éditions Rhubarbes.
- 2012 : « La Femme du Général », Zinc no 27, septembre 2012.
- 2013 : « La Méduse »[29].
- 2014 : « La Balançoire », À l'essai no 1, juin 2014[30].
- 2014 : « Peau de Sucre », Jet d'encre no 23.
- 2015 : « Envie: lettre à une autre génération », Les Libraires no 87, janvier 2015[31].
- 2015 : « Petite Fleur », Revue XYZ no 121, printemps 2015.
- 2015 : « Les Jours charnels », La Presse+, dossier Fan fictions, 2 août 2015[32].
- 2016 : « Sujet : tapis », Opuscule, 1er mai 2016.
- 2016 : « Ada en première », Nouveau Projet no 10, automne 2016[33].
- 2017 : « La bête au corps », Lettres québécoises no 167, automne 2017[34].
- 2017 : « La Colombe », dans Pulpe, recueil de nouvelles érotiques dirigé par Stéphane Dompierre, Montréal, Québec Amérique, novembre 2017.
- 2019 : « Daã », dans Voix d'écrivaines francophones, Anthologie du Parlement des écrivaines francophones coordonnée par Fawzia Zouari, Orléans, Regain de lecture, septembre 2019.
- 2019 : « Pointe-Lévy », Estuaire no 177, automne 2019.

## Prix et distinctions
- 2025 : Nomination, Prix Aznavour pour l'Amour, Peau-de-Sang (France)[35]
- 2025 : Finaliste, Prix des Cinq Continents de la francophonie, Peau-de-Sang (Québec/France)[36]
- 2024 : Prix Ringuet de l'Académie des lettres du Québec, Peau-de-Sang (Québec)[37]
- 2024 : Prix Pantagruel, Peau-de-Sang (France)[38]
- 2024 : Finaliste, Grand prix des lectrices de Elle 2025[39], Peau-de-Sang (France)
- 2023 : Finaliste, Prix de la poésie de Radio-Canada, Incante (Canada)
- 2022 : Prix Ouest-France Étonnants Voyageurs, Blanc Résine (France)[40]
- 2022 : Finaliste, Prix du CALC artiste de l'année, Grands Prix de la culture, Lanaudière (Québec)[41]
- 2022 : Finaliste, Prix Habiter le Monde, Blanc Résine (France)[42]
- 2022 : Finaliste, Prix Cazes, Blanc Résine (France)[21]
- 2021 : Prix Ambassadeur Web Télé-Québec[43], L'Atelier: Exercice de vulnérabilité (Québec)
- 2020 : Sélection du jury, Grand prix du livre de Montréal, Blanc Résine (Québec)[44]
- 2020 : Finaliste, Prix des libraires du Québec, Blanc Résine (Québec)[45]
- 2019 : Finaliste, Prix du roman d'écologie 2019, Le Corps des bêtes (France)[18]
- 2019 : Finaliste, Prix France-Canada 2019, Le Corps des bêtes (France)[17]
- 2018 : Finaliste, Prix littéraire des collégiens 2018, Le Corps des bêtes (Québec)[15]
- 2018 : Liste préliminaire, Prix des libraires du Québec, Le Corps des bêtes (Québec)[46]
- 2018 : Liste préliminaire, Prix SDGL Révélation de la Société des gens de lettres, Le Corps des bêtes (France)[47]
- 2015 : Prix Sade, Les Sangs (France)[48]
- 2015 : Finaliste, Prix Marie Claire du roman féminin, Les Sangs (France)[49]
- 2015 : Finaliste, prix des lecteurs de l'Hebdo, Les Sangs (France)[50]
- 2014 : Récipiendaire, Bourse « écrivain » de la Fondation Jean-Luc Lagardère (France)
- 2014 : Finaliste, Prix littéraire France-Québec, Les Sangs (Québec)
- 2014 : Finaliste, Prix des libraires du Québec, Les Sangs (Québec)
- 2012 : Finaliste, Prix du Gouverneur général du Canada, Oss (Canada)
- 2012 : Liste préliminaire, Prix des libraires du Québec, Oss (Québec)